# Anemone coronària
L'anemone coronària, anemone, anemones, castanyola, francesilla i pensaments  (Anemone coronaria), és una planta amb flors de la família de les ranunculàcies, originària de la regió mediterrània i d'ús ornamental. El seu cultiu està molt estès per a la seva utilització com a planta ornamental i existeixen un gran nombre de cultivars.

## Morfologia
És una planta herbàcia perenne que creix entre els 20 i el 40 cm d'alçada amb una roseta basal amb unes quantes fulles que tenen els seus folíols molt lobulats. La flor creix a l'extrem d'un llarg peduncle amb unes poques fulles just sota els pètals i té un diàmetre d'uns 3 a 5 cm amb entre 5 i 8 pètals de colors vermells, blaus o blancs.

## Taxonomia
La planta fou descrita per Carl von Linné a Species Plantarum 1:538 el 1753. Anemone, el nom genèric, procedeix de la paraula grega anemos (Aνεμος), que significa vent. Les llavors de la planta són transportades pel vent, d'aquí el nom fet servir per als antics grecs.

## En els mites grecs
Segons Ovidi, en els mites grecs, l'anemone va ser creada per la deessa Afrodita, a partir de la sang d'Adonis, de qui estava enamorada, després de la seva mort provocada per un senglar durant una cacera.